# 2000年姚安地震
2000年姚安地震，发生在2000年1月14日的中国云南，震中位于楚雄州姚安县。地震造成7人死亡，并在云南省中部造成严重破坏。
地震震级适中，震级为5.9级；然而地震造成2528人受伤，92479人无家可归，4万1千多所房屋被毁。
在此之前在22时09分发生了5.5级的前震；1月26日，同一地区发生了4.9级地震。

## 相关
- 2000年地震列表（英语：List of earthquakes in 2000）
- 中国地震列表